# روبرت كيفر
روبرت كيفر هو سياسي كندي، ولد في 3 يناير 1946 في مونتريال في كندا. نشط حزبياً في الحزب الكيبيكي.